# Trickle-up
L'economia Trickle-up (nota anche come economia della bolla) è una proposta di politica economica secondo cui la domanda finale di un'ampia popolazione può stimolare il reddito nazionale di un'economia. L'effetto trickle-up afferma che le politiche che avvantaggiano direttamente gli individui a basso reddito aumenteranno il reddito della società nel suo complesso, e quindi tali benefici “risaliranno” in tutta la popolazione. È l'opposto dell'economia trickle-down.

## Relazione con l'economia del trickle-down
L'economia trickle-up, come termine, è molto più frequente e diffusa di quella di “trickle-down”. Il termine “trickle-down” è usato dai critici delle politiche economiche per affermare che tali politiche favoriscono gli individui ricchi o le grandi aziende rispetto alle classi medie e basse. Nella storia recente, il termine è stato usato ampiamente dai critici dell'economia dell'offerta. Tra i principali esempi statunitensi di ciò che i critici hanno definito “economia trickle-down” vi sono i tagli fiscali di Reagan, i tagli fiscali di Bush e il Tax Cuts and Jobs Act del 2017. I principali esempi nel Regno Unito comprendono le politiche di taglio delle tasse di Margaret Thatcher, le politiche economiche di Friedrich Hayek, e i tagli fiscali del mini-bilancio di Liz Truss del 2022.
Per accostare idee economiche e politiche concorrenti alle cosiddette politiche “trickle down”, sono stati utilizzati i termini trickle up e bottom up. Ad esempio, il principio alla base delle azioni dell'amministrazione Obama è stato definito “ trickle-up economics”, ma è stato utilizzato anche il termine “bottom-up economics”. Anche l'American Rescue Plan di Biden è stato definito trickle up. L'etichettatura di questo tipo si differenzia dalla maggior parte delle etichette di trickle down, in quanto sia l'approccio di Obama che quello di Biden sono stati caratterizzati come programmi che comportano una spesa elevata, piuttosto che tagli alle tasse in una particolare fascia fiscale. Allo stesso tempo, alcune critiche alla politica economica di Obama sono state etichettate come trickle up.

## Applicazione in politica
Il principio alla base delle azioni dell'amministrazione Obama è stato definito trickle-up economics, ma è stato utilizzato anche il termine bottom-up economics. Il 17 febbraio 2009 il Presidente Obama ha firmato l'American Recovery and Reinvestment Act (ARRA), un pacchetto di stimoli economici da 787 miliardi di dollari volto ad aiutare l'economia a riprendersi dall'aggravarsi della recessione mondiale. La legge prevedeva un aumento della spesa federale per l'assistenza sanitaria, le infrastrutture, l'istruzione, varie agevolazioni e incentivi fiscali e l'assistenza diretta agli individui. Quasi tutti i democratici hanno sostenuto questa misura, mentre solo pochi repubblicani del Senato hanno appoggiato la legge.
Il CBO (Congressional Budget Office) ha stimato che l'ARRA avrebbe avuto un impatto positivo sul PIL (Prodotto Interno Lordo) e sull'occupazione, con un impatto primario tra il 2009 e il 2011. Ha previsto un aumento del PIL compreso tra l'1,4 e il 3,8% entro la fine del 2009, tra l'1,1 e il 3,3% entro la fine del 2010 e tra lo 0,4 e l'1,3% entro la fine del 2011, nonché una diminuzione compresa tra lo zero e lo 0,2% oltre il 2014. L'impatto sull'occupazione sarebbe un aumento di 0,8 milioni a 2,3 milioni entro lo scorso 2009, un aumento di 1,2 milioni a 3,6 milioni entro la fine del 2010, un aumento di 0,6 milioni a 1,9 milioni entro la fine del 2011 e aumenti decrescenti negli anni successivi.